# Stanisław Kowalski (polityk)
Stanisław Kowalski (ur. 14 lipca 1928 w Bukowej, zm. 8 września 2016 w Żywcu) – polski technik rolnictwa i działacz partyjny, poseł na Sejm PRL V i VI kadencji.

## Życiorys
Syn Jana i Heleny. Uzyskał wykształcenie techniczne rolnicze. W 1951 rozpoczął pracę w radach narodowych, był m.in. kierownikiem Wydziału Rolnictwa i Leśnictwa prezydium Powiatowej Rady Narodowej w Żywcu. Radny PRN w Żywcu od 1954 do 1969. W 1955 wstąpił do Polskiej Zjednoczonej Partii Robotniczej. W okresie 1961–1966 pełnił funkcję sekretarza Komitetu Powiatowego PZPR w Żywcu. W 1966 został kierownikiem Powiatowego Inspektoratu Wodnych Melioracji w Żywcu. W 1969 i 1972 uzyskiwał mandat posła na Sejm PRL w okręgu Wadowice. Przez dwie kadencje zasiadał w Komisji Rolnictwa i Przemysłu Spożywczego oraz w Komisji Zdrowia i Kultury Fizycznej. W 1972 został I sekretarzem KP, a w 1975 Komitetu Miejskiego PZPR w Żywcu. Ponadto w 1973 zasiadł w Komitecie Wojewódzkim partii w Krakowie. Był delegatem na VII Zjazd PZPR (1975) oraz na I i II Krajową Konferencję Partyjną. W latach 80. zajmował stanowisko naczelnika miasta i gminy Myślenice.
Pochowany na Cmentarzu Przemienienia Pańskiego w Żywcu.

## Odznaczenia
- Złoty Krzyż Zasługi
- Brązowy Krzyż Zasługi